# 市駅 (広島県)
市駅（いちえき）は、かつて広島県御調郡御調町（現尾道市）市（）に位置していた、尾道鉄道の駅（廃駅）である。

## 概要
相対式ホーム2面2線の地上駅で、留置線を1本備えており、木造の駅舎を設けていた。市（）地区は街道の山陽道に沿った宿場町であったが、駅の位置はその中心部から数百m離れていた。
当駅からさらに現・府中市上下町や三次市まで路線を延長し、陰陽連絡路線となす計画もあったが、実現しなかった。その代わりともいうべきか、当駅から発着するバスによって、上下や三次、府中などへと連絡していた。
鉄道路線廃止後、駅跡は2017年現在中国バス市出張所・中国交通みつぎ営業所となっている。

## 歴史
- 1926年（大正15年）4月28日：石畦 - 市間の開通に伴い開業[1]。
- 1957年（昭和32年）2月1日：石畦 - 市の廃止に伴い、廃駅。

## 駅周辺
- 尾道市役所御調支所
- 御調郵便局
- 公立みつぎ総合病院
- 尾道市消防局 御調消防署
- 広島県立御調高等学校
- 尾道市立御調中学校
- 尾道市立御調小学校
- 尾道市立御調中央小学校
- 尾道市立御調西小学校
- 御調中央保育所
- 道の駅クロスロードみつぎ
- 尾道ふれあいの里
- 照源寺

## 現状
尾道鉄道廃止後、駅跡は中国バスの出張所・中国交通の営業所となっている。

## 隣の駅
尾道鉄道
尾道鉄道線
諸原駅 - 市駅